# Watertown, Massachusetts
Watertown, Massachusetts là một thành phố thuộc quận Middlesex trong tiểu bang thịnh vượng chung Massachusetts, Hoa Kỳ. Thành phố có tổng diện tích km², trong đó diện tích đất là km². Theo điều tra dân số Hoa Kỳ năm 2010, thành phố có dân số 31.915 người.
Bằng chứng khảo cổ cho thấy rằng Watertown là nơi sinh sống của loài người hàng ngàn năm trước khi sự xuất hiện của người định cư từ Anh. Hai bộ lạc da đỏ Mỹ, Pequossette và Nonantum đã xây dựng các khu định cư bên bờ của dòng sông sau này gọi là Charles. Pequossette xây dựng một đập đánh cá để bẫy cá trích ở địa điểm của các đập hiện tại Watertown. Việc di cư hàng năm của cá trích Mỹ và cá trích lưng xanh bơi ngược dòng từ nơi ở lúc trưởng thành của chúng trong biển để đẻ trứng trong nước ngọt, nơi chúng đã nở, vẫn xảy ra mỗi mùa xuân. 